# Carence en potassium

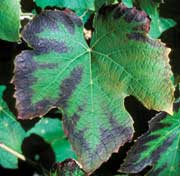
Feuille carencée en potassium.

La carence en potassium est un désordre physiologique des plantes, plus courant sur des sols légers, sableux ainsi que sur des sols crayeux ou tourbeux à faible teneur en argile. On la rencontre aussi sur des sols très argileux à structure pauvre.
Les plantes ont besoin de l'ion potassium (K+) pour la biosynthèse des protéines et pour l'ouverture et la fermeture des stomates, qui est régulée par des  pompes à protons pour maintenir la turgescence des cellules environnantes. Une carence en ions potassium peut affaiblir la capacité des plantes à entretenir ces mécanismes physiologiques.
La carence affecte le plus souvent les fruits et les légumes, en particulier les pommes de terre, les tomates, les pommes, les groseilliers et les  groseilliers à maquereau. Les symptômes caractéristiques sont le dessèchement et l'enroulement de l'extrémité des feuilles ainsi que le jaunissement des nervures foliaires. Des taches pourpres peuvent aussi apparaître sur la face inférieure des feuilles.
Les plantes carencées peuvent être davantage sensibles aux dégâts des gelées blanche et des maladies, et les symptômes des carences peuvent souvent être confondus avec ceux d'un dessèchement dû au vent ou à la sécheresse.
La prévention et le traitement peuvent être assurés à court terme par exemple par l'apport de purin de consoude fait maison, d'algues, de compost de fougères ou d'autres engrais organiques riches en potassium. À long terme la structure du sol doit être améliorée par l'apport de grandes quantités de compost bien décomposé ou de fumier. La cendre de bois, à haute teneur en potassium, doit d'abord être compostée car il s'agit d'une forme très soluble.